# Maciej Gorzkiewicz
Maciej Gorzkiewicz (ur. 16 lutego 1984 roku) – polski siatkarz, grający na pozycji rozgrywającego.
Piłkę siatkową zaczął uprawiać w 1994 roku. W szkole podstawowej był uczniem klasy sportowej.
Karierę sportową rozpoczynał w KS Metro Warszawa, a jego pierwszym trenerem był Krzysztof Zimnicki. Potem przez cztery lata grał w MOS-ie Wola Warszawa, z którym dwukrotnie wywalczył mistrzostwo Polski,najpierw w kategorii kadetów (2001, a potem juniorów 2003). W sezonie 2011/2012 Gorzkiewicz pełnił rolę drugiego rozgrywającego w występującej w PlusLidze drużynie AZS-u Politechniki Warszawskiej, w której był zmiennikiem Patricka Steuerwalda. Zespół dotarł do finału Pucharu Challenge, w którym został pokonany przez AZS Częstochowa. W sezonie 2012/2013 był zawodnikiem KPS-u Jadar Siedlce. Od sezonu 2013/2014 zawodnik Cuprum Lubin.

## Sukcesy klubowe
Mistrzostwo I ligi:
- 2010
- 2007, 2009, 2014

Puchar Challenge:
- 2012